# Ministerium für kirchliche Angelegenheiten
Das dänische Ministerium für kirchliche Angelegenheiten (Kirkeministeriet) ist heute Teil des Ministeriums für Städte und ländliche Gebiete, für Kirchenangelegenheiten und für die nordische Zusammenarbeit (Minister for byer og landdistrikter, Kirkeminister og minister for nordisk samarbejde) und ein Ministerium innerhalb der Regierung Dänemarks. Die jetzige Bezeichnung trägt das Gesamtministerium seit dem 23. November 2023. Das Ministerium hat seinen Sitz im Staldmestergården in Kopenhagen.

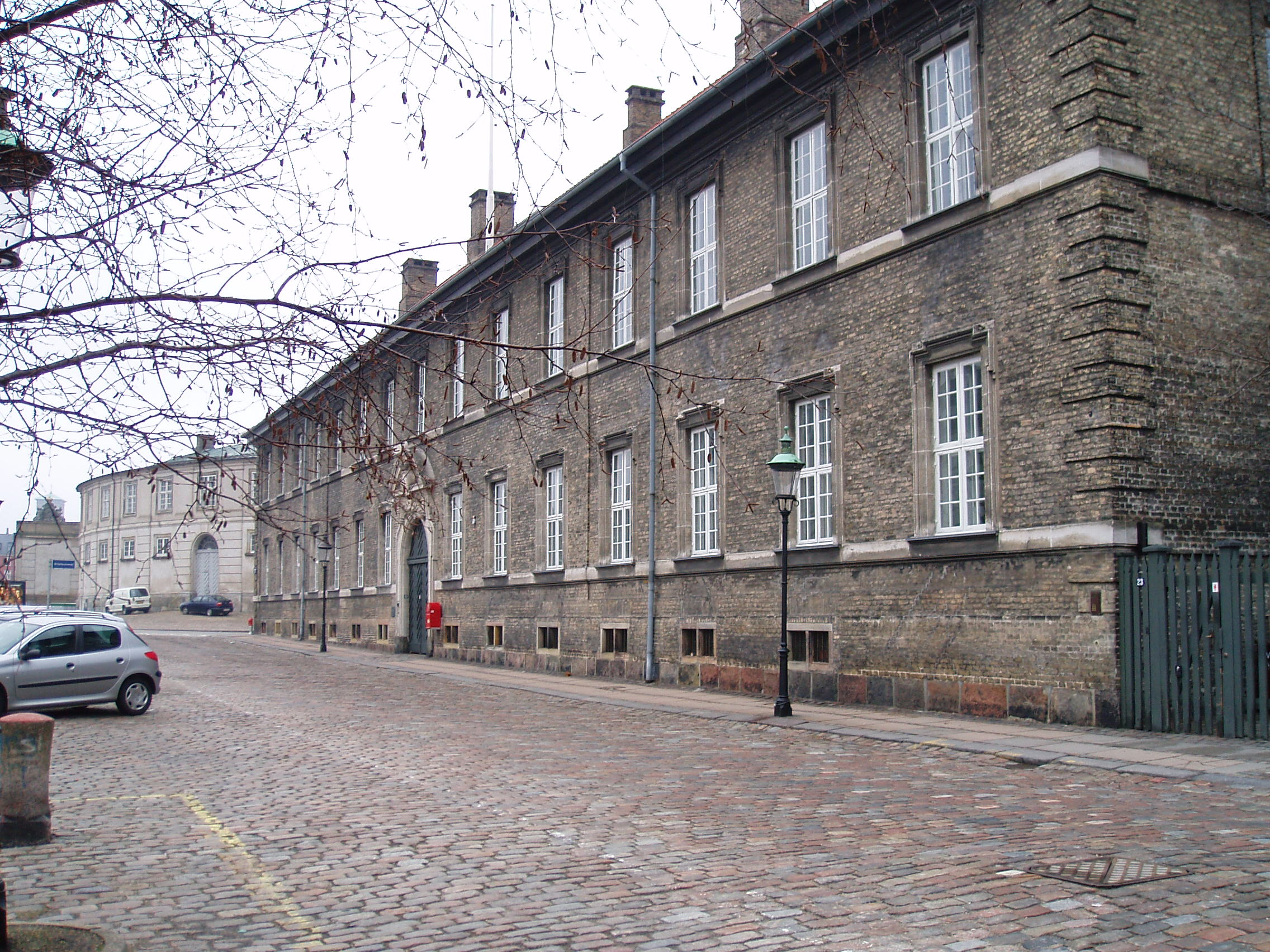
Dänisches Kirchenministerium in Kopenhagen

## Minister
Minister für kirchliche Angelegenheiten ist seit dem 23. November 2023 Morten Dahlin. Er löste Louise Schack Elholm ab, die seit dem 15. Dezember 2022 als Ministerin amtierte. 
 Staatssekretär ist Christian Dons Christensen.

## Geschichte
Als 1848 die ersten Ministerien eingerichtet wurden, unterstand der kirchliche Bereich dem Ministerium für Kirche und Bildung, dessen Ministerium auch als Kultusministerium bekannt war. 1916 wurde dieses Ministerium geteilt, in eines für kirchliche Angelegenheiten und eines für Bildung.
Mit Ausnahme des Zeitraums 2007 bis 2015 ist und war das Kirchenministerium für die Zulassung von Religionsgemeinschaften zuständig. Im November 2007 wurde diese Aufgabe von der dänischen Familienbehörde übernommen, die damals Teil des Justizministeriums war. Im Oktober 2011 wurde die Agentur in das Ministerium für soziale Angelegenheiten und Integration überführt. Seit dem 28. Juni 2015 untersteht die Aufgabe, Religions- und Glaubensgemeinschaften zuzulassen, wieder dem Ministerium für Kirchenangelegenheiten.
Mit dem Amtsantritt der ersten Regierung Helle Thorning-Schmidt 2011 wurde die Zuständigkeit für die Gleichstellung der Geschlechter dem Kirchenministerium unterstellt und die Bezeichnung in Ministeriet for Ligestilling og Kirke (Ministerium für Geschlechtergleichstellung und Kirche) geändert. 2014 wurde der Bereich der Gleichstellung der Geschlechter an das Ministerium für Soziales, Kinder und Integration abgegeben.
Mit der zweiten Regierung von Mette Frederiksen wurden die Bereiche Planung und ländliche Gebiete vom Ministerium des Innern und für Wohnungsbau und das Kirchenministerium zusammengefasst und Louise Schack Elholm zur Ministerin ernannt.

## Organisation und Zuständigkeit
Die Zuständigkeit „Kirchenangelegenheiten“ ist im Sinne von „Religionsangelegenheiten“ zu verstehen. Sie erstreckt sich auf Religion im Allgemeinen und die lutherische Dänische Volkskirche im Besonderen. Letzterer Bereich umfasst drei Hauptgebiete: Finanzen der dänischen Volkskirche, Leitung der dänischen Volkskirche und deren Personalfragen.
Das Ministerium nimmt Planungs- und Verwaltungsaufgaben für die dänische Kirche wahr. Dazu gehören Gesetzesinitiativen und die Festlegung allgemeiner Vorschriften im Bereich der Kirchenverwaltung. Das Ministerium unterstützt die dänische Volkskirche beim Einleiten von Entwicklungsinitiativen, der Fortentwicklung der dänischen Volkskirche und bei deren Aufgaben im Rahmen des dänischen Kulturerbes.
Darüber hinaus unterstehen dem Ministerium die Personenstandsregister (Geburts- und Sterberegister), das Bestattungswesen sowie die Zuständigkeit für Religionsgemeinschaften außerhalb der Staatskirche.
Das Ministerium beschäftigt etwa 80 Mitarbeiter.